# Strukturgleichungsmodell
Strukturgleichungsmodell (SGM, englisch structural equation modeling, kurz SEM) bezeichnet ein statistisches Modell, das das Schätzen und Testen korrelativer Zusammenhänge zwischen abhängigen Variablen und unabhängigen Variablen sowie den verborgenen Strukturen dazwischen erlaubt. Dabei kann überprüft werden, ob die für das Modell angenommenen Hypothesen mit den gegebenen Variablen übereinstimmen. Es wird den strukturprüfenden multivariaten Verfahren zugerechnet und besitzt einen konfirmatorischen (bestätigenden) Charakter. Ansätze der Strukturgleichungsmodellierung können grundlegend in kovarianzbasierte (z. B. englisch covariance-based structural equation modeling, kurz CB-SEM) und varianzbasierte (z. B. die Partielle Kleinste-Quadrate-Schätzung englisch partial least squares structural equation modeling, kurz: PLS-SEM) Verfahren unterschieden werden.

## Geschichte
Grundlegende Überlegungen gehen auf Sewall Wright (1921 bzw. 1923), Trygve Haavelmo (1943) und Herbert Simon (1977) zurück. Der Ansatz der Kovarianzstrukturanalyse geht im Wesentlichen auf Karl G. Jöreskog (1973) zurück. Der partielle Kleinste-Quadrate-Ansatz zur Schätzung von sogenannten Kausalmodellen wurde ursprünglich von Herman Wold (1982) entwickelt. Die kovarianzbasierte Strukturgleichungsmodellierung war über viele Jahre das etablierte und damit dominante Verfahren. In den letzten Jahren ist der Einsatz der varianzbasierten Strukturgleichungsmodellierung immer beliebter geworden, was zahlreiche Studien zu dem Einsatz des Verfahrens in verschiedenen Disziplinen zeigen.

## Modellkomponenten

Strukturgleichungsmodell mit der latenten Variable „Intelligenz“

- Indikator (Item): Hierbei handelt es sich um beobachtete Variablen. Beispielsweise sind Indikatoren für „Intelligenz“ die „Abschlussnote im Abitur“, der „Intelligenzquotient“ und die „Anzahl der Sprachen, die eine Person beherrscht“. Üblicherweise wird im Modell die Verwendung von mindestens vier Indikatoren empfohlen.
- Latente Variable (Faktor): Hierbei handelt es sich um die unbeobachtete Variable, die erst durch ihre Indikatoren gemessen wird. Im Beispiel ist „Intelligenz“ die latente Variable. Es wird zwischen unabhängigen latenten (= exogenen) und abhängig latenten (= endogenen) Variablen unterschieden.
- Messmodell (measurement model): Hierbei handelt es sich um den Kern des Strukturgleichungsmodells. In ihm werden im Sinne einer konfirmatorischen Faktorenanalyse (confirmatory factor analysis) Verbindungen zwischen den Indikatoren und den latenten Variablen modelliert. Hierbei spielt die Kovarianz eine entscheidende Rolle.
- Strukturmodell (structural model): Hierbei handelt es sich um die Menge exogener und endogener Variablen und deren Verbindungen.

## Modellkomponenten und grundlegende Vorgehensweise

### Modellkomponenten
Für die Modellierung haben Mulaik und Millsap (2000) vier Schritte vorgeschlagen. Im ersten Schritt wird eine Faktorenanalyse durchgeführt, um die Anzahl der latenten Variablen zu bestimmen. Mit einer konfirmatorischen Faktorenanalyse wird im zweiten Schritt das Messmodell bestätigt. Im dritten Schritt wird das Strukturmodell getestet. Im vierten Schritt werden verschachtelte Modelle getestet, um die sparsamsten zu identifizieren.
Allerdings ist zu beachten, dass in der Literatur davor gewarnt wird, Modelle so lange zu modifizieren, bis sie „passen“. Es kann bei dieser Vorgehensweise zum Problem der Überanpassung kommen. Daher muss zur Überprüfung veränderter bzw. neuer Hypothesen immer eine neue Stichprobe erhoben werden.

### Grundlegende Vorgehensweise
1. Theoretische Fundierung und Hypothesenbildung
2. Methodenwahl
3. Modellformulierung
4. Empirische Erhebung
5. Parameterschätzung
6. Beurteilung der Schätzergebnisse
7. ggf. Modifikation der Modellstruktur

## Anwendungen
Strukturgleichungsmodelle spielen unter anderem in der empirischen Sozialforschung und der Psychologie eine wichtige Rolle. Eine Besonderheit von Strukturgleichungsmodellen ist das Überprüfen latenter (nicht direkt beobachtbarer) Variablen. Pfadanalyse, Faktorenanalyse und Regressionsanalyse können als Spezialfälle von Strukturgleichungsmodellen angesehen werden. Ein Strukturgleichungsmodell stellt wiederum einen Spezialfall eines sogenannten Kausalmodells dar.

## Software
Strukturgleichungsmodelle werden von vielen gängigen Statistikprogrammen unterstützt. Daneben gibt es eine Reihe spezialisierter Software, die entweder als Standalone-Programm ausführbar ist oder bestehende Software ergänzt. Da die unterschiedlichen Programme häufig unterschiedliche Fähigkeiten haben und unterschiedliche Algorithmen verwenden, um ähnliche genannte Analysen durchzuführen, ist es gute Praxis, sowohl den Namen als auch die Version des Programms zu nennen, mit dem gearbeitet wird.
| Name       | Lizenz      | Plattform           | Addon-Package zu              | Link                                 | Kovarianzbasiert | Varianzbasiert |
| ---------- | ----------- | ------------------- | ----------------------------- | ------------------------------------ | ---------------- | -------------- |
| Mplus      | kommerziell | Windows, Mac, Linux | Standalone                    | statmodel.com                        | ✓                |                |
| AMOS       | kommerziell | Windows             | Standalone                    | ibm.com                              | ✓                |                |
| lavaan     | Open Source | Windows, Mac, Linux | Ergänzung zu R                | lavaan.org                           | ✓                |                |
| lavaangui  | Open Source | Windows, Mac, Linux | Ergänzung zu R und Standalone | lavaangui.org                        | ✓(nutzt lavaan)  |                |
| LISREL     | kommerziell | Windows             | Standalone                    | ssicentral.com                       | ✓                |                |
| EQS        | kommerziell | Windows, Mac, Linux | Standalone                    | mvsoft.com                           | ✓                |                |
| Stata      | kommerziell | Windows, Mac, Linux | Standalone                    | stata.com                            | ✓                |                |
| SAS        | kommerziell | Windows, Mac, Linux | Standalone                    | sas.com                              | ✓                |                |
| semopy     | Open Source | Windows, Mac, Linux | Ergänzung zu Python           | semopy.com                           | ✓                |                |
| sem        | Open Source | Window, Mac, Linux  | Ergänzung zu R                | cran.r-project.org/web/packages/sem/ | ✓                |                |
| OpenMX     | Open Source | Windows, Mac, Linux | Ergänzung zu R                | openmx.ssri.psu.edu                  | ✓                |                |
| Ωnyx       | Open Source | Windows, Mac, Linux | Standalone                    | onyx.brandmaier.de                   | ✓                |                |
| SmartPLS 4 | kommerziell | Windows, Mac        | Standalone                    | smartpls.com                         | ✓                | ✓              |
| PLSGraph   | kommerziell | Windows             | Standalone                    | plsgraph.com                         |                  | ✓              |
| WarpPLS    | kommerziell | Windows             | Standalone                    | warppls.com                          |                  | ✓              |
| ADANCO     | kommerziell | Windows, Mac        | Standalone                    | composite-modeling.com               |                  | ✓              |
| LVPLS      | Freeware    | MS Dos              | Standalone                    | www2.kuas.edu.tw                     |                  | ✓              |
| matrixpls  | Open Source | Windows, Mac, Linux | Ergänzung zu R                | cran.r-project.org                   |                  | ✓              |
| SEMinR     | Open Source | Windows, Mac, Linux | Ergänzung zu R                | https://github.com/sem-in-r/seminr   | ✓ (nutzt lavaan) | ✓              |

## Belege
1. ↑  J. F. Hair,  G. T. M. Hult, C. M. Ringle, M. Sarstedt: A Primer on Partial Least Squares Structural Equation Modeling (PLS-SEM). 3. Auflage. Sage, Thousand Oaks, CA 2022, ISBN 978-1-4833-7744-5 (pls-sem.com).
2. ↑  E. E. Rigdon, M. Sarstedt, C. M. Ringle: On comparing results from CB-SEM and PLS-SEM: Five perspectives and five recommendations. In: Marketing ZFP. Band 39, Nr. 3, 2017, S. 4–16, doi:10.15358/0344-1369-2017-3-4.
3. ↑  S. Wright: The theory of path coefficients a reply to Niles’s criticism. In: Genetics. Band 8, Nr. 3, 1923, S. 239–255, doi:10.1093/genetics/8.3.239.
4. ↑  T. Haavelmo: The statistical implications of a system of simultaneous equations. In: Econometrica. Band 11, Nr. 1, 1943, S. 1–12, doi:10.2307/1905714.
5. ↑  K. G. Jöreskog: Structural analysis of covariance and correlation matrices. In: Psychometrika. Band 43, Nr. 4, 1978, S. 443–477, doi:10.1007/BF02293808.
6. ↑  H. Wold: Soft Modeling: The Basic Design and Some Extensions. In: K. G. Jöreskog, H. Wold (Hrsg.): Systems Under Indirect Observations: Part II. North-Holland, Amsterdam 1982, S. 1–54.
7. ↑  N. F. Richter, R. R. Sinkovics, C. M. Ringle, C. Schlägel: A critical look at the use of SEM in international business research. In: International Marketing Review. Band 33, Nr. 3, 9. Mai 2016, ISSN 0265-1335, S. 376–404, doi:10.1108/IMR-04-2014-0148.
8. ↑  J. F. Hair, M. Sarstedt, T. M. Pieper, C. M. Ringle: The use of partial least squares structural equation modeling in strategic management research: A review of past practices and recommendations for future applications. In: Long Range Planning. Band 45, Nr. 5–6, 2012, S. 320–340, doi:10.1016/j.lrp.2012.09.008.
9. ↑  J. F. Hair, M. Sarstedt, C. M. Ringle, J. A. Mena: An assessment of the use of partial least squares structural equation modeling in marketing research. In: Journal of the Academy of Marketing Science. Band 40, Nr. 3, 1. Mai 2012, ISSN 0092-0703, S. 414–433, doi:10.1007/s11747-011-0261-6.
10. ↑  S. A. Mulaik, R. E. Millsap: Doing the four-step right. In: Structural Equation Modeling. Band 7, Nr. 1, 2000, S. 36–73, doi:10.1207/S15328007SEM0701_02.
11. ↑  K. Backhaus, B. Erichson, S. Gensler, R. Weiber, T. Weiber: Multivariate Analysemethoden: Eine anwendungsorientierte Einführung. 16. Auflage. Springer, Heidelberg / Berlin 2021, ISBN 978-3-658-32425-4.
12. ↑  J. Bortz, R. Weber: Statistik für Human- und Sozialwissenschaftler. 6. Auflage. Springer, Heidelberg 2005, ISBN 3-540-21271-X, doi:10.1007/b137571.
13. ↑  K. Backhaus, B. Erichsonr, S. Gensle, R. Weiber, T. Weiber: Multivariate Analysemethoden: Eine anwendungsorientierte Einführung. 16. Auflage. Springer, Heidelberg / Berlin 2021, ISBN 978-3-658-32425-4.
14. ↑  R. D. Anderson, G. Vastag: Causal modeling alternatives in operations research: Overview and application. In: European Journal of Operational Research. Band 156, Nr. 1, 2004, S. 92–109, doi:10.1016/S0377-2217(02)00904-9.
15. ↑  J. Fox: Teacher's corner: Structural equation modeling with the sem Package in R. In: Structural Equation Modeling. Band 13, Nr. 3, 2006, S. 465–486, doi:10.1207/s15328007sem1303_7.
16. ↑  R. B. Kline: Principles and Practice of Structural Equation Modeling. 5. Auflage. Guilford, New York, NY 2023, ISBN 978-1-4625-5191-0.